# Mouilha
Mouilha (em árabe: المليحية), também Aïn Mouilha ou M'Liliha, é uma cidade e comuna localizada na província de Djelfa, Argélia. De acordo com o censo de 2008, a população total da cidade era de 14 242 habitantes.